# Рудоспуск

Рудоспуск (рос. рудоспуск, англ. ore pass, ore chute, muck raise; нім. Erzrollloch n, Rollloch n) — похила або вертикальна підземна гірнича виробка, призначена для перепуску руди під дією власної ваги. Застосовується на рудних шахтах, кар'єрах, а також при комбінованій розробці родов. корисних копалин (підземним і відкритим способами) або розкритті кар'єрних полів підземними гірничими виробками (вертикальними і похилими стовбурами, тунелями). Розташовують Р. у контурі кар'єрного поля (наприклад, Алтин-Топканський, Каджаранський, Расвумчорр-Цирк та ін. кар'єри) або поза ним (кар'єри Каула, Хайдарканський, Маркона Нань-Фінь та ін.).

## Різновиди і основні характеристики
Розрізнюють вертикальні, похилі (схил звичайно 45–60 °), ступінчасті і ламані (ступінчасто-похилі) Р. Рудоспуски всіх видів не кріплять. Форма поперечного перетину вертикальних Р. кругла. Діаметр виробки вибирається з умов вільного транспортування гірничої маси, продуктивності і глибини Р. — не менше за 4–5-кратний макс. розмір грудок гірничої маси. У ниж. частині Р. влаштовуються похиле днище, що армується зносостійким металом, і вантажні люки (при конвеєрному транспортуванні в підземній гірничій виробці днище Р. обладнується пластинчатим живильником або віброживильником).
На рис. показано схему розкриття кар'єру Каула (Мурманська обл., Росія), розташованого на схилі гірського хребта. Після подрібнення руда стрічковим конвеєром подається до рудоспуску, який пройдено під кутом 65 °, і по ньому передається на горизонт капітальної штольні з електровозною відкаткою. У міру поглиблення кар'єру горизонт з дробаркою і конвеєром переноситься униз, а рудоспуски гасяться.